# Ennahda Mozgalom
Az Ennahda Mozgalom (arabul حركة النهضة, magyar fordításban Újjászületés Mozgalom) tunéziai mérsékelt iszlamista politikai párt, amely 1981-ben jött létre, de működését csak a jázminos forradalom és Zín el-Ábidín ben Ali elnök bukása után legalizálták 2011. március 1-jén. Azóta a tunéziai politikai élet megkerülhetetlen szereplője, a 2011. októberi választásokat nagy fölénnyel nyerte meg. A 2014. októberi választásokat a mozgalom elvesztette a Nidaa Tounes (Kiáltás Tunéziáért) párttal szemben. Az Ennahda szellemi vezetője a hosszú ideig száműzetésben élő Rasid Gannúsi, főtitkára a mindennapi ügyeket vivő Ali Larajed volt miniszterelnök.

## Külső hivatkozások
- A párt honlapja